# Gewalten
Gewalten (internationaler englischsprachiger Titel Forces) ist ein Filmdrama von Constantin Hatz, das im Februar 2022 bei der Berlinale seine Premiere feierte und im Mai 2023 in die deutschen Kinos kam.

## Handlung
Der sanftmütige Daniel pflegt seinen todkranken Vater und wird von seinem aggressiven, älteren Bruder ausgenutzt. Das Leben des 15-Jährigen in einem abgeschiedenen Dorf ist von Gefühlskälte und Gewalt geprägt und der Ort selbst von Arbeitslosigkeit, Fremdenfeindlichkeit und illegalen Tierkämpfen. Als er den Außenseiter Marcel kennenlernt, glaubt er, einen Freund gefunden zu haben. Sie eint ihre Empfänglichkeit für die tröstende Stille des Waldes und eine intensive Beziehung zur Natur.

## Produktion
Regie führte Constantin Hatz, der auch das Drehbuch schrieb. Daniels deprimierendes Schicksal in Gewalten, in dem er eine Familie in einer Krisensituation zeigt, ist ein Motiv, das Hatz bereits in seinen vergangenen Arbeiten verarbeitete: „Innerhalb der Familie ist man nackt und demaskiert und dadurch verletzlich als auch verwundbar“, so der Regisseur.
Der Nachwuchsschauspieler Malte Oskar Frank gibt in der Hauptrolle von Daniel sein Leinwanddebüt, Eric Cordes spielt seinen Bruder Michael und Robert Kuchenbuch ihren Vater. In weiteren Rollen zu sehen sind Paul Wollin als Marcel, Susanne Bredehöft als Erika, Ben Felipe als Lukas, Trixi Strobel als Ivana, Mohamed Haj Younis als Karim, Ludger Böckelmann als ein Freund von Lukas, Max Koch als Sportlehrer und Christian Schneeweiß als Bestatter.
Das Projekt erhielt von der Beauftragten der Bundesregierung für Kultur und Medien eine Produktionsförderung in Höhe von 300.000 Euro, von der Nordmedia in Höhe von 150.000 Euro, vom Deutschen Filmförderfonds in Höhe von insgesamt mehr als 250.000 Euro und von der MOIN Filmförderung Hamburg Schleswig-Holstein in Höhe von 200.000 Euro.
Die Dreharbeiten fanden von 30. September bis 14. November 2020 statt, zum Großteil im Harz, wie in der Stadt Clausthal-Zellerfeld, wo die meisten Außenaufnahmen entstanden. Weitere Aufnahmen entstanden in Hamburg, so in der Turnhalle der Schule Carsten-Rehder-Straße in Altona. In Langeln in Schleswig-Holstein drehte man auf einem stillgelegten landwirtschaftlichen Betrieb. Ein weiterer Drehort war Amt Neuhaus. Als Kameramann fungierte Rafael Starman. 
Die Weltpremiere erfolgte im Februar 2022 bei den Internationalen Filmfestspielen in Berlin, wo der Film in der Sektion Perspektive Deutsches Kino gezeigt wurde. Am 11. Mai 2023 kam der Film in die deutschen Kinos.

## Rezeption

### Kritiken
Lida Bach von moviebreak.de schreibt, der stille Daniel wirke in der brutalen Welt um ihn herum wie verloren: „Finstere Wälder, die kein Ende zu nehmen scheinen. Ein altes Gemäuer, in dem dessen Besitzer langsam stirbt. Ein geheimnisvoller Fremder, der undurchsichtigen Freundlichkeit ausstrahlt.“ Dies seien Bilder und Motive wie aus einer düsteren Sage, die Constantin Hatz zu einer atmosphärischen Allegorie verwebt habe. Der Film sei wie eine bedrückende Fabel über zerstörte Unschuld, wobei ein Rest davon in dem 14-Jährigen wohnt, der sich vor der Unbarmherzigkeit seines Umfelds immer weiter zurückziehe, in sein Inneres und den Wald, und in der Natur eine fast metaphysische Empathie finde. In ausdrucksstarken Bildern, die die beengte Düsterkeit von Innenräumen effektvoll mit der lichten Weite der umliegenden Landschaft kontrastieren, entwerfe Hatz ein unheilvolles Gemälde humanistischen Niedergangs und ein bitteres Fazit über den menschlichen Zustand: „Baulicher Verfall wird zum Symbol für psychische Degeneration, karge Räume bezeichnen die emotionale Verkümmerung ihrer Bewohner. Das moralisch verkommene Milieu, das der erhabenen Naturkulisse noch trotzt, ist so vergiftet, dass aufkeimende Freundschaft nicht wachsen kann.“

### Auszeichnungen
Deutscher Kamerapreis 2022
- Nominierung in der Kategorie Kamera Spielfilm (Rafael Starman)

Internationale Filmfestspiele Berlin 2022
- Nominierung für den Kompass-Perspektive-Preis
- Auszeichnung mit dem Heiner-Carow-Preis (Rafael Starman)[12][13]